# Vaseux Lake
Der Vaseux Lake ist ein Stausee am Okanagan River im Okanagan Valley von British Columbia, Kanada. Es ist als Migratory Bird Sanctuary (in Deutschland etwa Schutzgebiet für Zugvögel) ausgewiesen.

## Namensherkunft
Der Name „vaseux“ ist französisch für „schlammig“ oder „trüb“, was auf den hohen Schwebstoffgehalt des Wassers Bezug nimmt. Der See wurde wahrscheinlich von frankokanadischen Pelzhändlern geprägt.

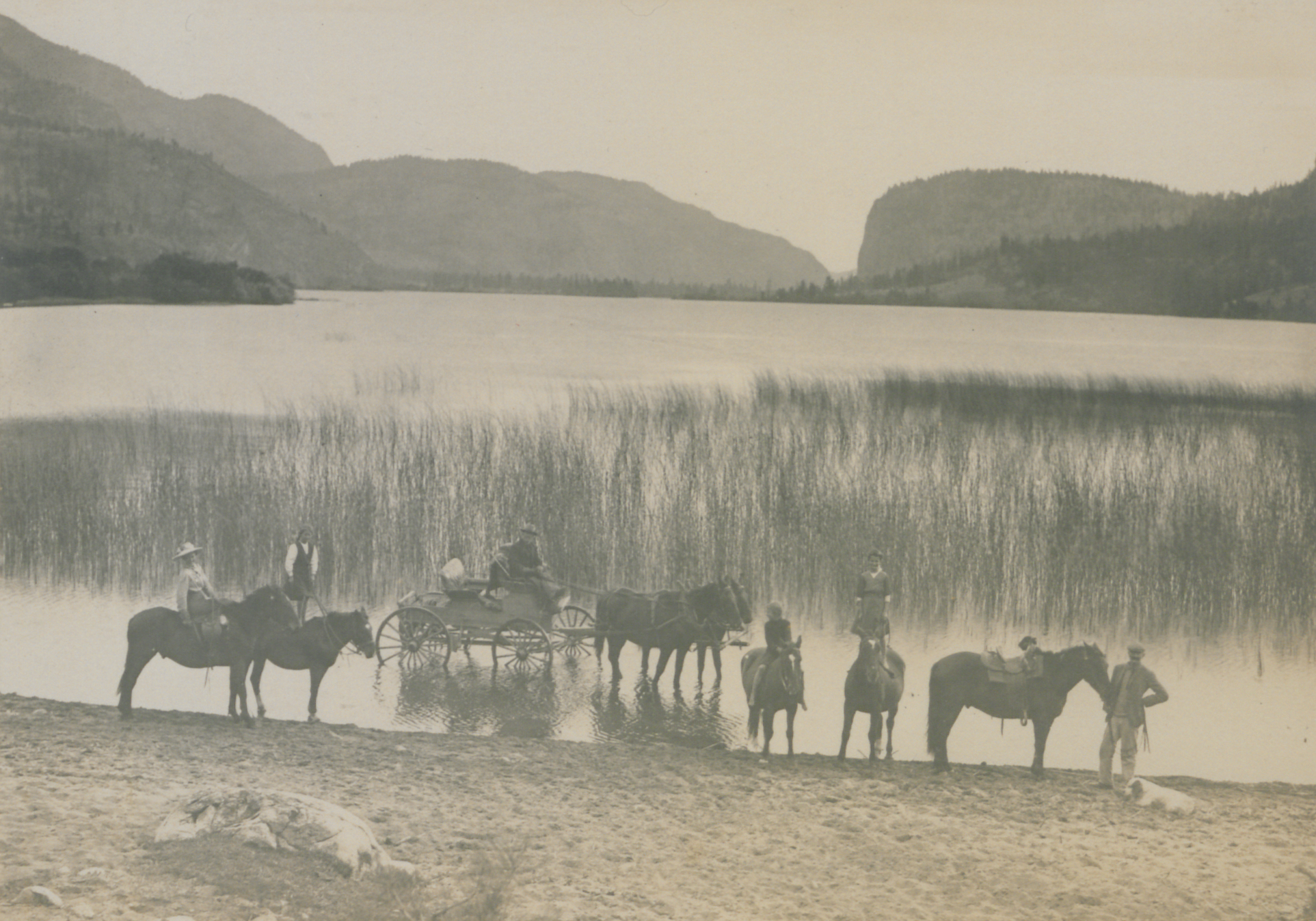
Vaseux Lake (1909)

Der Name des Sees wurde auf den Karten von Joseph Trutch, die von 1866 bis 1871 gezeichnet wurden, mit Vasuix Lake falsch geschrieben. Viele Jahre später schrieb man Vaseaux Lake; 1945 korrigierte das Geographic Board of British Columbia den offiziellen Namen in seine heutige Form.

## Geographie
Die Kleinstädte Okanagan Falls und Oliver liegen nördlich bzw. südlich des Sees. Der See liegt westlich des Mount Keogan, während der British Columbia Highway 97 am Ostufer des Sees mit einer Haarnadelkurve am Vaseaux Lake Rock Cut verläuft; hier sind bereits viele Unfälle mit Toten geschehen. Der McIntyre Bluff, der Vaseux Creek und der dort vorhandene Schwemmkegel liegen südlich des Sees; der Vaseux Creek fließt jedoch nicht in den See. Sowohl das Nord- als auch das Südende des Sees ist flach; es gibt im Zentrum des Sees eine ovale Senke, wo die maximale Tiefe erreicht wird. Die größte Insel im See ist Hatfield Island. Der Wasserstand im See wird durch den McIntyre Dam reguliert.